# Mieszko de Cieszyn
Mieszko de Cieszyn (en polonais Mieszko Cieszyński), appelé parfois Mieszko Ier de Cieszyn (Mieszko I Cieszyński) ou Mieszko III de Cieszyn (Mieszko III Cieszyński), de la dynastie des Piasts, est né en 1251 ou 1252, et décédé vers 1315. Il est le fils aîné de Ladislas d'Opole et d'Euphémie (en), la fille de Ladislas Odonic. 
À partir de 1280/1281, il est duc de Cieszyn, Oświęcim et Racibórz, en compagnie de son frère Przemyslaw de Racibórz. En 1290, les deux frères se partagent le territoire et il devient duc de Cieszyn et d'Oświęcim. De 1291 à 1305, il est vassal du roi de Bohême Venceslas II. 

## Duc de Cieszyn et Oświęcim
Mieszko apparait pour la première fois dans l'histoire en 1258, quand en compagnie de son père, il donne son accord pour la fondation d'une abbaye cistercienne à Rudy Raciborskie. Lorsque son père décède vers 1281, bien qu'il soit l'aîné, il ne reçoit que la plus petite partie du duché d'Opole (Cieszyn, Oświęcim et Racibórz) qu'il doit gouverner avec son frère Przemyslaw. C'est Bolko, le second fils de Ladislas, qui obtient la plus grande partie du duché, avec Opole. Le dernier partage date de 1290, lorsque Mieszko et Przemyslaw se divisent leur territoire. Mieszko garde Cieszyn et Oświęcim et porte le titre de duc de Cieszyn et seigneur d'Oświęcim.

## Relations conflictuelles avec Henri IV le Juste
En 1285, Mieszko soutient l'évêque de Wrocław Thomas II Zaremba, dans le conflit qui l'oppose à Henri IV le Juste. Il lui offre l'asile à Racibórz. En représailles, Henri chasse sa première femme qui est la sœur de Mieszko. En 1287, il lance une attaque contre Racibórz et assiège la ville, obligeant l'évêque à se soumettre. 

## Politique intérieure

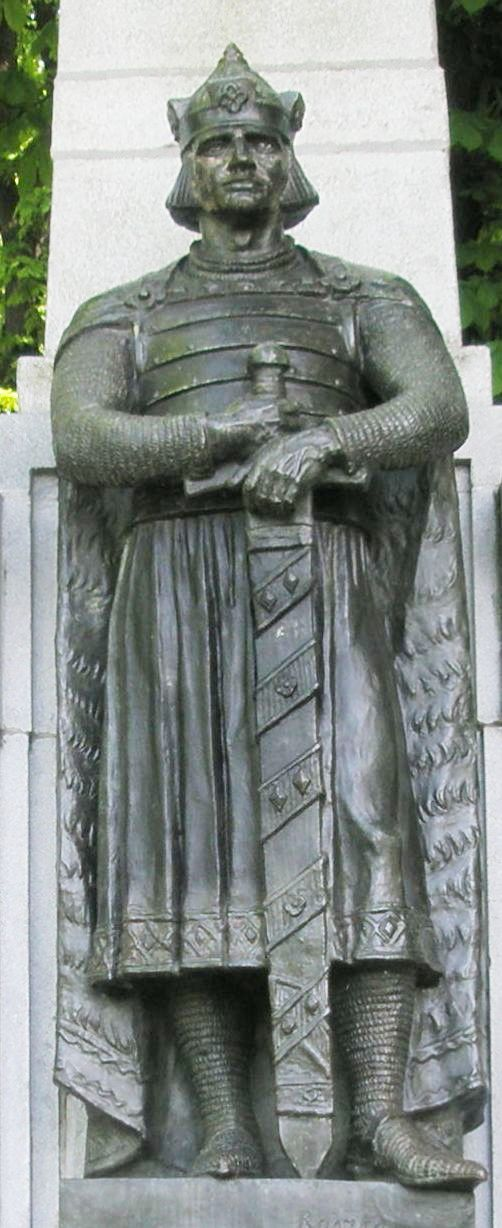
La sculpture du Mieszko à Cieszyn

Mieszko Ier encourage la colonisation intensive de son duché. De nombreuses localités reçoivent des droits urbains et des privilèges commerciaux, notamment Cieszyn, Oświęcim, Zator, Bielsko, Skoczów et Fryštát. Mieszko se montre généreux vis-à-vis de l'Église, en aidant à la construction d'édifices et en soutenant financièrement les communautés religieuses.

## Vassal de la Bohême
Adversaire d'une centralisation du pouvoir, Mieszko n'a jamais soutenu les prétendants successifs au trône de Cracovie (Henri IV le Juste, Przemysl II et Ladislas Ier le Bref), qui étaient pourtant des Piasts. 
Au contraire, il a provoqué la colère d'Henri IV le Juste, puis de Ladislas Ier le Bref, en devenant le vassal du souverain de Bohême Venceslas II. Le 17 janvier 1291, à Olomouc, avec ses frères Bolko Ier d'Opole, Przemyslaw de Racibórz et Casimir de Bytom, il conclut un accord d'alliance avec le souverain de Bohême. Par la suite, il deviendra son vassal. Mieszko aide Venceslas à s'emparer du trône de Cracovie en 1292. Il participe aussi à la victoire de Venceslas contre Ladislas Ier le Bref. 
Vassal dévoué, Mieszko épaule Venceslas pour gouverner la Pologne. En 1300, à Gniezno, il participe au couronnement de Venceslas en tant que roi de Pologne. Les deux hommes deviennent encore plus proches en 1305, quand le fils de Venceslas II (Venceslas III) épouse Viola, la fille de Mieszko. Ce mariage fait de Mieszko l'un des hommes les plus importants de Pologne, qui si les circonstances lui sont favorables, pourrait un jour prétendre à la couronne de Pologne. 
Lorsque Venceslas II décède en 1305, le beau-fils de Mieszko devient roi de Pologne. La 4 août 1306, Venceslas III est assassiné à Olomouc, sans héritier, ce qui met une fin à la dynastie des Premyslides et à la carrière politique de Mieszko.

## Fin de règne
À partir de 1306, l'activité politique de Mieszko se réduit, ses fils (Ladislas d'Oświęcim et Casimir Ier de Cieszyn) prenant une place de plus en plus importante dans la conduite des affaires du duché. Toujours fidèle à la Bohême, il offre la ville de Kęty à l'évêque de Cracovie Jan Muskata qui s'oppose au nouveau duc de Cracovie Ladislas Ier le Bref. En 1311, contrairement à son frère Bolko, il ne soutient pas la mutinerie contre Ladislas Ier le Bref fomentée par les bourgeois allemands de Cracovie et de Sandomierz.

## Décès
Mieszko Ier de Cieszyn est décédé vers 1315 et est inhumé dans l'église des Dominicains de Cieszyn. 

## Mariage et descendance
Il laisse deux fils (Ladislas d'Oświęcim et Casimir Ier de Cieszyn) qui se partagent son duché et une fille.
1. Ladislas (1275/80 - 15 mai 1324).
2. Casimir Ier (1280/90 - 29 septembre 1358).
3. Viola Élisabeth (v. 1291 - 21 septembre 1317), mariée le 5 octobre 1305 à Venceslas III de Bohême.

## Sources
- (de) Europäische Stammtafeln Vittorio Klostermann, Gmbh, Francfort-sur-le-Main, 2004  (ISBN 3465032926),  Die Herzoge von Auschwitz †1495/97, von Zator †1513 und von Tost †1464 sowie die Herzoge von Teschen 1315-1625 resp. 1653  des Stammes der Piasten  Volume III Tafel 16.
- (en) & (de) Peter Truhart, Regents of Nations, K. G Saur Münich, 1984-1988  (ISBN 359810491X), Art. « Teschen (Pol. Cieszyn) », p.  2.455.